# بخش تورسی
بخش تورسی (به فرانسوی: Arrondissement de Torcy) یک بخش در فرانسه است که در سن-ا-مرن واقع شده‌است.